# Abbas Khider
Abbas Khider (Bagdad, 1973) es un escritor iraquí. A los 19 años fue encarcelado por sus actividades políticas contra el régimen de Saddam Hussein. Después de salir de la cárcel en 1996, huyó de Irak. Pasó varios años como refugiado sin papeles en diferentes países, hasta llegar a Alemania en el año 2000, donde vive desde entonces. En 2005, durante sus estudios de Filosofía y Ciencia de la Literatura en Munich, empezó a publicar sus primeros poemas.
Su lengua materna es el árabe, pero en 2008 debutó con la novela Der falsche Inder («El falso hindú»). En 2011 publicó la novela Die Orangen des Präsidenten («Las naranjas del presidente») y, en 2013, la novela Brief in die Auberginenrepublik («Carta a la república de las berenjenas»).
Abbas Khider ha recibido numerosos premios y becas, entre los que destacan el Adelbert von Chamisso (2010), el Hilde Domin para la literatura en el exilio (2013), el Nelly Sachs (2013), el Melusine Huss (2013), la beca Alfred Döblin (2009), un diploma de honor de la Sociedad Iraquí para el Fomento de la Cultura I.C.S.A. (2010), la beca Villa Aurora (2011), una beca para Londres del Fondo Alemán de Literatura (2013), la beca Grenzgänger Stipendium de la Fundación Robert Bosch (2013) y la beca del Künstlerhaus Edenkoben (2013). Khider es miembro del PEN desde 2010. Actualmente, vive y trabaja en Berlín.